# Jeremias da Costa
Jeremias da Costa (Ribeira Grande, 16 de Janeiro de 1880 — Ponta Delgada, 7 de Maio de 1970) foi um professor liceal, intelectual e político republicano micaelense que, entre outras funções, foi professor e reitor do Liceu Nacional de Antero de Quental e governador civil do Distrito Autónomo de Ponta Delgada.

## Biografia
Inicialmente destinado a seguir a carreira eclesiástica, estudou no Seminário Episcopal de Angra, sem contudo concluir o curso.
Transferiu-se para a Escola do Magistério Primário de Ponta Delgada, cujo curso concluiu, exercendo durante alguns anos as funções de professor do ensino primário.
Seguidamente foi pensionista do Estado Português, frequentando o curso de Ciências Naturais da Universidade de Gand, na Bélgica, onde se licenciou. Durante a sua estadia naquela Universidade compreendeu a importância e adquiriu o gosto pelo ensino experimental das ciências naturais, o que influiu decisivamente na sua carreira pedagógica posterior e na atenção que dedicou aos laboratórios liceais quando foi reitor.
Em 1912 fixou-se em Ponta Delgada, empregando-se como professor no Liceu Nacional daquela cidade, funções que exerceu até 1948, ano em que se aposentou. Foi reitor daquele liceu em 1919 e 1921, período em que se dedicou a equipar os laboratórios liceais. Durante a sua carreira docente introduziu importantes inovações no ensino das Ciências Naturais, visando a melhoria da sua vertente experimental e promoveu o desenvolvimento da educação física. Deve-se à sua acção a construção do campo de jogos do liceu, ao tempo uma estrutura pioneira no panorama dos estabelecimentos de ensino.
Na vertente política, foi membro destacado do Partido Republicano Português, tendo ocupado lugares de relevo na administração distrital de Ponta Delgada durante a Primeira República Portuguesa. Nesse período presidiu à Comissão Executiva da Junta Geral do Distrito Autónomo de Ponta Delgada (1919-1924), que então adquiriu o Paço do Barão da Fonte Bela para servir de liceu. Foi igualmente governador civil daquele Distrito de 1 de Novembro de 1924 a 28 de Setembro de 1925. 
Foi presidente da Associação de Futebol de Ponta Delgada (11 de Dezembro de 1929 a 24 de Fevereiro de 1931). Já em pleno período do Estado Novo, foi presidente do Grémio dos Exportadores de Frutas e Produtos Hortícolas de São Miguel. 
Manteve-se sempre fiel às suas convicções democráticas durante o Estado Novo, integrando o MUD de Ponta Delgada, em 1945.

## Obras principais
- Dom José da Costa Nunes, Arcebispo de Goa e Damão, Primaz do Oriente, Patriarca da Índias: Homenagem de um micaelense, Ponta Delgada, 1946;
- A acção do Grémio na cultura e comércio de ananás. Ponta Delgada, Tip. Artes Gráficas, 1950.